# Gus G.
Gus G., nome artístico de Kostas Karamitroudis , no alfabeto grego Κώστας Καραμιτρουδις,(Tessalônica, Grécia, 12 de setembro de 1980) é um guitarrista grego de heavy metal. Ele fez parte da banda do renomado vocalista de heavy metal Ozzy Osbourne, substituindo Zakk Wylde. É extremamente técnico e é considerado um dos maiores guitarristas da atualidade. É o líder da banda Firewind e tocou nas bandas Mystic Prophecy, Nightrage e Dream Evil. É ainda um dos mais jovens guitarristas virtuosos de todos os tempos, e suas técnicas também são estendidas a outros gêneros musicais. É amigo pessoal de James Murphy, Marty Friedman e do falecido Dimebag Darrell.

## Biografia
Seu pai lhe comprou um violão quando tinha apenas 10 anos de idade. Começou a tocar inspirado por Peter Frampton e Al Di Meola. Aos 14 anos ele comprou sua primeira guitarra, e passou a praticar de 8 a 11 horas por dia, durante os próximos 3 anos. Aos 18 anos deixou a Grécia para seguir carreira musical no Berklee College of Music, logo depois saiu para prosseguir com o seu sonho de se tornar um guitarrista de heavy metal. Em 2005 gravou um solo na música "taking back my soul", no disco "Doomsday Machine", do Arch Enemy e substituiu Chris Amott em sua turnê no Ozzfest em 2005. Ele tocou como convidado para a banda "Old Mans Child", no solo da música "Felonies of the Christian Art", no álbum In Defiance of Existence. Gus G. foi eleito um dos 3 maiores guitarristas do mundo segundo a revista japonesa BURRN!, foi eleito também "Melhor Guitarrista" na edição grega da revista Metal Hammer nos anos de 2006 e 2008. Foi várias vezes capa da revista Young Guitar, publicação principal de guitarristas de rock no Japão, onde também escreve uma coluna mensal.
Gus G. tem um contrato com a Jackson Guitars, e tem seu próprio modelo com sua assinatura.
Veio ao Brasil em turnê com Ozzy divulgando o álbum Scream.
Atualmente possui um contrato com a Jackson guitars e mais uma vez recriou seu modelo de guitarra